# Setge de Borriana
El Setge de Borriana de 1233 fou un dels combats de la Conquesta del Regne de València.

## Antecedents
Encara que s'han trobat vestigis de diverses civilitzacions antigues, la plenitud de la vila de Borriana se situa entorn del segle ix com una important plaça àrab de muralla circular que va rebre el nom de Ciutat Verda per la seva situació enmig de la Plana.
El 1229 Balànsiya havia caigut en poder de Zayyan ibn Mardanix, cabdill local de l'oposició contra els almohades, i el destronat Sayyid Abu Zayd havia hagut de fugir cap al Regne d'Aragó, on era un simple cortesà. Jaume I pogué plantejar així la conquesta de València com una mera intervenció en la guerra civil dels musulmans. Dos cavallers aragonesos, Hug de Follalquer, mestre dels hospitalers, i Blasco I d'Alagón, que acabava de conquerir Morella després de tornar d'uns anys d'exili a Balànsiya feren saber a Jaume el Conqueridor, que pocs anys abans havia conquerit Mallorca en només tres mesos (1229), de les excel·lències del regne musulmà de València i l'animaren a conquerir-lo a Alcanyís el 1233. Es decidí que la campanya s'inciaria amb la conquesta de Borriana el mateix any.
El primer contingent, liderat pel rei, el comandaven Bernardo de Monteagudo, Pero Ferrández d'Açagra i Eximén Pérez de Tarazona amb un total d'uns cent vint cavallers, que van sortir de Terol agafant el camí de Xèrica, Morvedre i Torres Torres.

## Desenvolupament tàctic
La ciutat va caure el 16 juliol de 1233 després de dos mesos de setge per tropes de la Corona d'Aragó, la senyoria d'Albarrasí i els ordes del Temple i l'Hospital. En el setge es van usar un fonèvol i un manganell, i amb una torre de setge de dues cobertes en la que es disposaven ballesters i foners.

## Conseqüències
Borriana, que va quedar al comandament de Pero Cornel III es va convertir en la base d'operacions de l'exèrcit de Jaume el Conqueridor. Immediatament després de la seva caiguda, i tal com s'havia pactat amb Zayd Abu Zayd a Alcanyís, van caure pacíficament tots els castells al nord d'aquesta ciutat, llavors capital de la Plana, entre els quals hi havia Peníscola, Castelló de la Plana, Borriol, les Coves de Vinromà i Vilafamés.
Tres anys després de conquerir Borriana i tots els territoris al nord d'aquesta ciutat, en la primavera de 1236 es conquistà i fortificà el Puig que seria comandat per Bernat Guillem de Montpeller. Les tropes de Zayyan ibn Mardanix van atacar-lo per alleugerir la pressió sobre Balànsiya però foren derrotades.

## Mitologia popular
En aquest temps situa la Crònica de Jaume I el popular episodi de l'oreneta. Diu que estan el comte-rei acampat amb la seva host davant Borriana, una oreneta feu niu en la tenda reial, i havent-se adonat Jaume quan anaven a alçar el campament, no volgué que la tenda fos desfeta fins que l'oreneta i els seus petits se n'haguessin anat:
| «                         | quan vencs que volguem levar l'host, una oreneta havia fet niu prop de l'escudella en lo tendal, e manam que no'n llevasen la tendatro que ella se'n fos anada ab sos fiyls, pus en nostra fe era venguda | » |
| — Jaume I, Borriana, 1233 | |   |